# Until the End of Time (canción de Tupac)
«Until the End of Time» es un sencillo póstumo de 2Pac del álbum Until the End of Time. La canción fue un éxito y fue fundamental en que el álbum fuera triple platino. Cuenta con la colaboración de R.L., integrante del grupo de R&B Next. El video musical muestra una recopilación de imágenes inéditas de Tupac. La canción alcanzó el puesto #52 en la Billboard Hot 100 y el #4 en el Reino Unido. El ritmo de la canción es una muestra de "Broken Wings" de Mr. Mister, tema #1 en 1985.

## Lista de canciones
1. «Until the End of Time»
2. «Thug N U, Thug N Me» - Remix
3. «Baby Don't Cry» - 2Pac & Outlawz
4. «Until the End of Time» - CD-ROM video

## Posiciones
| Lista (2001)                | Posición máxima |
| --------------------------- | --------------- |
| Australia                   | 12              |
| Austria                     | 34              |
| Francia                     | 39              |
| Países Bajos                | 11              |
| Suecia                      | 53              |
| Suiza                       | 24              |
| Billboard Hot 100           | 52              |
| Billboard R&B/Hip-Hop Songs | 21              |
| Reino Unido                 | 4               |